# Episodi di Un caso di coscienza (seconda stagione)
La seconda stagione della serie televisiva Un caso di coscienza, dal titolo Un caso di coscienza 2, andò in onda in prima visione su Rai Uno tra il 2005 e il 2006.
| nº | Titolo              | Prima TV Italia  |
| -- | ------------------- | ---------------- |
| 1  | Legittima difesa    | 29 dicembre 2005 |
| 2  | Un arsenale a casa  | 5 gennaio 2006   |
| 3  | Valvole cardiache   | 11 gennaio 2006  |
| 4  | A fondo perduto     | 12 gennaio 2006  |
| 5  | Codardia e onore    | 18 gennaio 2006  |
| 6  | I conti col passato | 19 gennaio 2006  |